# Campeonato Europeu de Atletismo em Pista Coberta de 2021 - Revezamento 4x400 m feminino
A prova dos 4 x 400 metros feminino do Campeonato Europeu de Atletismo em Pista Coberta de 2021 foi disputada no dia 7 de março de 2021 na Arena Toruń, em Toruń, na Polónia.

## Recordes
Antes desta competição, os recordes mundiais e do campeonato nesta prova eram os seguintes:
|                       | Nacionalidade | Tempo     | Local      | Data                  |
| --------------------- | ------------- | --------- | ---------- | --------------------- |
| Recorde mundial       | Rússia        | 3m 23s 37 | Glasgow    | 28 de janeiro de 2006 |
| Recorde do campeonato | Reino Unido   | 3m 27s 56 | Gotemburgo | 3 de março de 2013    |
| Recorde europeu       | Rússia        | 3m 23s 37 | Glasgow    | 28 de janeiro de 2006 |

Os seguintes recordes foram estabelecidos durante esta competição:
| Data       | Evento | Atletas                                                | Nacionalidade | Tempo     | Notas                 |
| ---------- | ------ | ------------------------------------------------------ | ------------- | --------- | --------------------- |
| 7 de março | Final  | Lieke Klaver Marit Dopheide Lisanne de Witte Femke Bol | Países Baixos | 3m 27s 15 | Recorde do campeonato |

## Medalhistas
| Ouro                                                                         | Prata                                                                | Bronze                                                                                            |
| Países Baixos · Lieke Klaver · Marit Dopheide · Lisanne de Witte · Femke Bol | Reino Unido · Zoey Clark · Jodie Williams · Ama Pipi · Jessie Knight | Polónia · Natalia Kaczmarek · Małgorzata Hołub-Kowalik · Kornelia Lesiewicz · Aleksandra Gaworska |

## Cronograma
Todos os horários são locais (UTC +1).
| Data       | Hora  | Evento |
| ---------- | ----- | ------ |
| 7 de março | 19:10 | Final  |

## Resultado
A final foi realizada às 19:10 no dia 7 de março de 2021.
| Posição           | Nacionalidade | Atleta                                                                            | Tempo   | Notas            |
| ----------------- | ------------- | --------------------------------------------------------------------------------- | ------- | ---------------- |
| Medalha de ouro   | Países Baixos | Lieke Klaver Marit Dopheide Lisanne de Witte Femke Bol                            | 3:27.15 | , EL,            |
| Medalha de prata  | Reino Unido   | Zoey Clark Jodie Williams Ama Pipi Jessie Knight                                  | 3:28.20 |                  |
| Medalha de bronze | Polónia       | Natalia Kaczmarek Małgorzata Hołub-Kowalik Kornelia Lesiewicz Aleksandra Gaworska | 3:29.94 |                  |
| 4                 | Itália        | Rebecca Borga Alice Mangione Eleonora Marchiando Eloisa Coiro                     | 3:30.32 | Recorde nacional |
| 5                 | Ucrânia       | Viktoriya Tkachuk Anastasiia Bryzgina Kateryna Klymyuk Anna Ryzhykova             | 3:30.38 | Recorde nacional |
| 6                 | Alemanha      | Corinna Schwab Laura Müller Brenda Cataria-Byll Ruth Spelmeyer-Preuß              | 3:31.47 |                  |

Legenda
| Recorde mundial       | Recorde mundial (World record)               |                       | Recorde africano                      | Recorde africano (African) |                                           | Q | Classificado por posição (Qualified) |
| Recorde do campeonato | Recorde do campeonato (Championship record)  | Recorde da América    | Recorde da América (Americas)         | q                          | Classificado por melhor tempo (Qualified) |   |                                      |
| Melhor marca do ano   | Melhor marca do ano (World leading)          | Recorde asiático      | Recorde asiático (Asian)              | DNS                        | Não largou (Did not start)                |   |                                      |
| Recorde nacional      | Recorde nacional (National record)           | Recorde europeu       | Recorde europeu (European)            | DNF                        | Não terminou (Did not finish)             |   |                                      |
| Recorde pessoal       | Recorde pessoal do atleta (Personal best)    | Recorde da Oceania    | Recorde da Oceania (Oceania)          | DSQ / DQ                   | Desclassificado (Disqualified)            |   |                                      |
| Recorde da temporada  | Recorde da temporada do atleta (Season best) | Recorde sul-americano | Recorde sul-americano (South America) | NM                         | Sem marca (No mark)                       |   |                                      |